# ボーダコム・チャレンジ
ボーダコム・チャレンジ（Vodacom Challenge）は、ボーダコムが協賛しているオーランド・パイレーツとカイザー・チーフスという南アフリカ共和国の2大クラブと外国からの招待クラブが参加するサッカーのプレシーズントーナメントである。
1999年から2005年まではほかのアフリカの国から招いた2クラブを含む4チームが参加、2006年以降はヨーロッパから招いた1クラブを含む3チームが参加している。

## アフリカチーム招待時代
| 年   | 優勝                   | スコア          | 準優勝                 | 会場                                    |  | 3位                    | スコア          | 4位                      | 会場                                    |
| ---- | ---------------------- | --------------- | ---------------------- | --------------------------------------- |  | ---------------------- | --------------- | ------------------------ | --------------------------------------- |
| 1999 | オーランド・パイレーツ | 4-1             | エスペランスST         | キングス・パーク・スタジアム、 ダーバン |  | カイザー・チーフス     | 2-1             | ASEC                     | キングス・パーク・スタジアム、 ダーバン |
| 2000 | カイザー・チーフス     | 1-0             | オーランド・パイレーツ | キングス・パーク・スタジアム、 ダーバン |  | ダイナモスFC           | 2-1             | アフリカ・スポール       | キングス・パーク・スタジアム、 ダーバン |
| 2001 | カイザー・チーフス     | 0-0 3-2（PK戦） | アシャンティ・コトコ   | キングス・パーク・スタジアム、 ダーバン |  | ハーツ・オブ・オーク   | 0-0 4-3（PK戦） | オーランド・パイレーツ   | キングス・パーク・スタジアム、 ダーバン |
| 2002 | サン・エロワ・ルポポ   | 1-0             | カイザー・チーフス     | キングス・パーク・スタジアム、 ダーバン |  | オーランド・パイレーツ | 1-1 8-7（PK戦） | アサンテ・コトコ         | キングス・パーク・スタジアム、 ダーバン |
| 2003 | カイザー・チーフス     | 0-0 3-2（PK戦） | TPマゼンベ             | キングス・パーク・スタジアム、 ダーバン |  | オーランド・パイレーツ | 1-0             | サン・エロワ・ルポポ     | キングス・パーク・スタジアム、 ダーバン |
| 2004 | ASヴィタ・クラブ       | 0-0 5-4（PK戦） | カイザー・チーフス     | サッカー・シティ、 ソウェト             |  | オーランド・パイレーツ | 2-1             | TPマゼンベ               | サッカー・シティ、 ソウェト             |
| 2005 | オーランド・パイレーツ | 2-1             | カイザー・チーフス     | キングス・パーク・スタジアム、 ダーバン |  | ASヴィタ・クラブ       | 2-1             | グリーン・バッファローズ | キングス・パーク・スタジアム、 ダーバン |

## ヨーロッパチーム招待時代
| 年   | 優勝                                  | スコア                                | 準優勝                                | 会場                                    | 3位                                   |
| ---- | ------------------------------------- | ------------------------------------- | ------------------------------------- | --------------------------------------- | ------------------------------------- |
| 2006 | カイザー・チーフス                    | 0-0 4-3（PK戦）                       | マンチェスター・ユナイテッド          | ロフタス・ヴァースフェルド、 プレトリア | オーランド・パイレーツ                |
| 2007 | トッテナム・ホットスパー              | 3-0                                   | オーランド・パイレーツ                | ロフタス・ヴァースフェルド、 プレトリア | カイザー・チーフス                    |
| 2008 | マンチェスター・ユナイテッド          | 4-0                                   | カイザー・チーフス                    | ロフタス・ヴァースフェルド、 プレトリア | オーランド・パイレーツ                |
| 2009 | カイザー・チーフス                    | 1-0                                   | マンチェスター・シティ                | ロフタス・ヴァースフェルド、 プレトリア | オーランド・パイレーツ                |
| 2010 | 2010 FIFAワールドカップ開催のため中止 | 2010 FIFAワールドカップ開催のため中止 | 2010 FIFAワールドカップ開催のため中止 | 2010 FIFAワールドカップ開催のため中止   | 2010 FIFAワールドカップ開催のため中止 |
| 2011 | トッテナム・ホットスパー              | 3-0                                   | オーランド・パイレーツ                | エリス・パーク、 ヨハネスブルグ         | カイザー・チーフス                    |
| 2012 | 時間的制約により中止                  | 時間的制約により中止                  | 時間的制約により中止                  | 時間的制約により中止                    | 時間的制約により中止                  |